# Harry Martinson
Harry Martinson, švedski pesnik in pisatelj, nobelovec, * 6. maj 1904, Jamshog, Švedska, † 11. februar 1978, Stockholm. 
Za svoje književno delo je leta 1974 prejel Nobelovo nagrado za književnost , ki si jo je delil s švedskim pisateljem Eyvindom Johnsonom. Bil je sin mornariškega kapitana. Po smrti očeta ga je mati oddala v rejništvo. Pri šestnajstih letih se je pričel sam preživljati in prebijati skozi življenje. Leta 1929 se je poročil z Moo Schwartz, ki je bila 14 let starejša od njega. Po poroki je pričel pisati kratke zgodbe  in se razvil v pravega pisatelja in pesnika.
Po prejemu Nobelove nagrade je bil deležen vala ostre in občasno grobe kritike, med drugim zaradi tega, ker sta bila z Johnsonom člana Švedske akademije, ki izbira nagrajence, in sta v tej vlogi tudi lobirala zase. Zato je v zadnjih letih le malo objavljal, na koncu pa storil samomor.

## Književna dela
- Nasslorna blomma (1935),
- Vagen ut (1936),
- Den forlorade jaguaren (1941),
- Vagen till Klockrike (1948),